# Organismo Público Local Electoral (Veracruz)
El Organismo Público Local Electoral (OPLE) es un organismo constitucional autónomo local dotado de personalidad jurídica y patrimonio propio de Veracruz encargado de la organización, desarrollo y vigilancia de las elecciones de gubernatura, diputaciones locales y ayuntamientos, así como de plebiscitos, referendos, consultas populares.

## Antecedentes
Las autoridades en materia electoral administrativa en el estado, previas al OPLE Veracruz, fueron la Comisión Estatal Electoral y el Instituto Electoral Veracruzano. Con la reforma político-electoral del 2014, se estableció a nivel nacional la aparición de los Organismos Públicos Locales Electorales, entes que tienen a su cargo la organización de elecciones en el ámbito local, su órgano superior de dirección es el Consejo General, integrado por seis Consejerías Electorales y una Presidencia del Consejo, todos ellos designados por el Instituto Nacional Electoral, así como por las representaciones de partidos políticos nacionales y locales que los propios partidos designen.

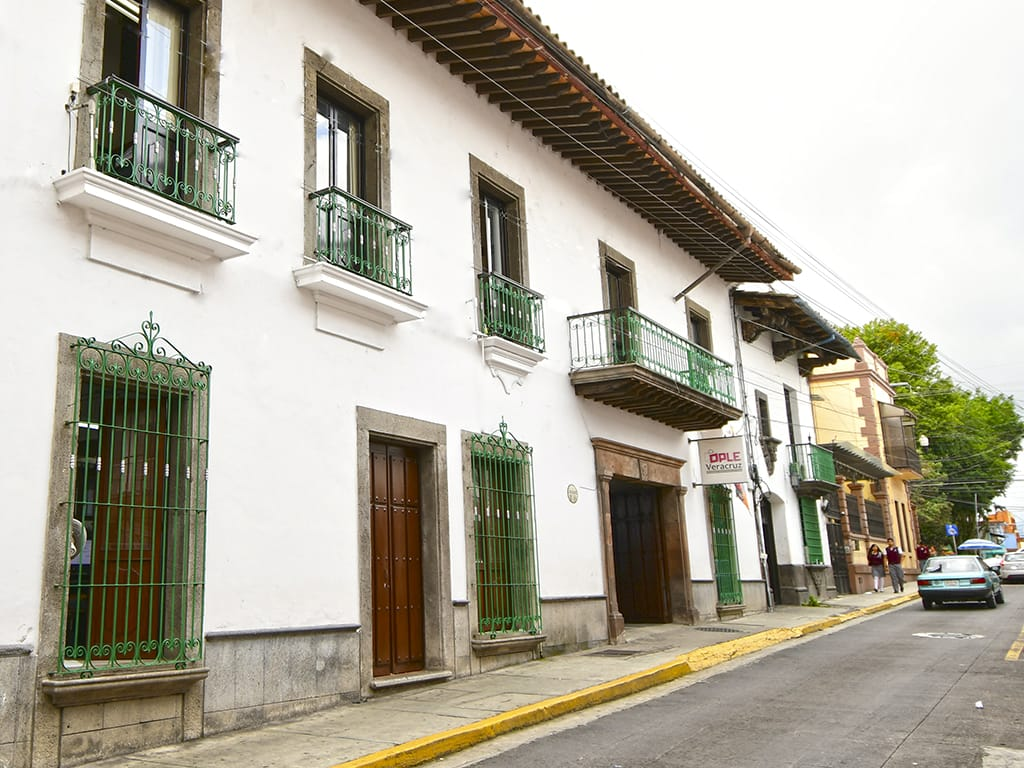
Sede central del OPLE Veracruz en la ciudad de Xalapa

Es en el año de 1995 cuando la Comisión Estatal Electoral deja de ser presidida por el Secretario General de Gobierno del Estado de Veracruz y se nombran Comisionados Ciudadanos, entre ellos un Comisionado Presidente, quienes se encargarían de encabezar los trabajos del organismo de la mano de comisionados de partidos. Así mismo, es ese año cuando la comisión comienza a funcionar de manera permanente y no solo durante los procesos electorales. Es hasta el año de 1997 cuando se sustituye la figura de Comisionado Ciudadano por Comisionado Electoral y la designación del Presidente del Consejo General sería hecha por la Legislatura del Estado.Con la reforma de 1999 se establece que los Consejeros Electorales serían designados por el Congreso del Estado, a propuesta de los partidos y con la aprobación de dos terceras partes integrantes de la legislatura.
De tal modo que el tránsito de la Comisión Estatal Electoral al OPLE Veracruz se dio de la siguiente manera:
- En el año de 1994, se creó la Comisión Estatal Electoral (CEE).

- En el año 2000 se creó el Instituto Electoral Veracruzano (IEV).

- En el año 2014, con la reforma político-electoral, el Instituto Electoral Veracruzano se convirtió en el Organismo Público Local Electoral del Estado de Veracruz.[8]

## Marco Jurídico
Las atribuciones del OPLE Veracruz emanan de:
- Constitución Política de los Estados Unidos Mexicanos.

- Constitución Política del Estado de Veracruz.

- Ley General de Instituciones y Procedimientos Electorales.

- Ley General de Partidos Políticos.

- Ley General del Sistema de Medios de Impugnación en Materia Electoral.

- Reglamento de Elecciones del Instituto Nacional Electoral.

- Código número 577 Electoral para el Estado de Veracruz.

- Ley número 76 de Referendo, Plebiscito, Iniciativa Ciudadana y Consulta Popular.

- Normatividad propia.

Entre sus principales atribuciones se encuentran: garantizar el derecho y acceso a las prerrogativas de los partidos políticos y candidaturas independientes; la educación cívica y promoción de la participación ciudadana; la preparación de la jornada electoral; la impresión de documentos y producción de materiales electorales; implementar los programas de resultados electorales preliminares y de conteo rápido; realizar los escrutinios y cómputos de la elección que corresponda; declarar la validez y el otorgar las constancias de mayoría a quienes obtuvieron el triunfo en la contienda electoral local; organizar, desarrollar, computar y declarar los resultados de mecanismos de participación ciudadana que se prevean en la legislación local y participar en las funciones delegadas  por el Instituto Nacional Electoral en los procesos locales.
Asimismo, es el órgano encargado de otorgar el registro a los partidos políticos locales; contribuir a consolidar la igualdad de género y no discriminación en materia político-electoral en el estado de Veracruz; así como realizar las acciones necesarias para que los procesos electivos de la entidad gocen de la confianza de la ciudadanía en el respeto del sufragio.
Los principios rectores de su función son la legalidad, imparcialidad, objetividad, certeza, independencia, profesionalismo, máxima publicidad, equidad y definitividad.

## Estructura
La estructura del OPLE Veracruz se encuentra conformada por el Consejo General, la Junta General Ejecutiva, la Secretaría Ejecutiva, el Órgano Interno de Control y las Comisiones del Consejo General. A continuación, se detallan cada una de ellas:

### Consejo General
El órgano superior de dirección del OPLE Veracruz es el Consejo General, el cual se encarga de dirigir las actividades y vigilar la oportuna integración y el adecuado funcionamiento de las demás áreas del Organismo.
El Consejo General se integra por una Presidencia del Consejo y seis Consejerías Electorales con derecho a voz y voto en las sesiones; por una Secretaría Ejecutiva que concurre a las sesiones solo con derecho a voz; y por las representaciones de cada uno los partidos políticos con registro nacional o estatal, con derecho a voz, pero sin voto.
A continuación, se muestra la integración actual del Consejo General del OPLE Veracruz:
| Integrante           | Nombre                              | Periodo                           |
| -------------------- | ----------------------------------- | --------------------------------- |
| Consejera Presidenta | Marisol Alicia Delgadillo Morales   | 04/09/2022 - 04/09/2029, (7 años) |
| Consejero Electoral  | Roberto López Pérez                 | 20/02/2018 - 20/02/2025, (7 años) |
| Consejera Electoral  | Mabel Aseret Hernández Meneses      | 01/11/2018 - 30/10/2025, (7 años) |
| Consejero Electoral  | Quintín Antar Dovarganes Escandón   | 01/11/2018 - 30/10/2025, (7 años) |
| Consejera Electoral  | María de Lourdes Fernández Martínez | 23/01/2020 - 23/01/2027, (7 años) |
| Consejera Electoral  | Maty Lezama Martínez                | 13/04/2021 - 13/04/2028, (7 años) |
| Consejero Electoral  | Fernando García Ramos               | 04/09/2022 - 04/09/2029, (7 años) |
| Secretario Ejecutivo | Luis Fernando Reyes Rocha           | 17/01/2023                        |

| Partidos Políticos Nacionales        |
| ------------------------------------ |
| Partido Acción Nacional              |
| Partido Revolucionario Institucional |
| Partido de la Revolución Democrática |
| Partido del Trabajo                  |
| Partido Verde Ecologista de México   |
| Movimiento Ciudadano                 |
| Partido Morena                       |

| Partidos Políticos Locales |
| -------------------------- |
| Todos por Veracruz         |
| ¡Podemos!                  |
| Cardenista                 |
| Unidad Ciudadana           |

#### Anteriores Consejeras y Consejeros Electorales del OPLE Veracruz
- Julia Hernández García[21] (2015-2018)

- Iván Tenorio Hernández[21] (2015-2018)

- Jorge Alberto Hernández y Hernández[21] (2015-2017)

- Eva Barrientos Zepeda[21] (2015-2019[22])

- Tania Celina Vázquez Muñoz[21] (2015-2020)

#### Las mujeres que han integrado e integran del Consejo General del OPLE Veracruz
- Julia Hernández García[21] (2015-2018)
- Eva Barrientos Zepeda[21] (2015-2019)
- Tania Celina Vázquez Muñoz[21] (2015-2020)
- Mabel Aseret Hernández Meneses[17] (2018-2025)
- María de Lourdes Fernández Martínez[18] (2020-2027)
- Maty Lezama Martínez[19] (2021-2028)
- Marisol Alicia Delgadillo Morales[15] (2022-2029)

### Junta General Ejecutiva
La Junta General es un órgano ejecutivo del OPLE Veracruz, de funcionamiento permanente y de naturaleza colegiada. Entre sus atribuciones están proponer al Consejo General las políticas y los programas generales del OPLE Veracruz; fijar los procedimientos administrativos y lineamientos del ejercicio presupuestal; y estudiar y preparar propuestas relativas a la mejora del funcionamiento del OPLE y sus órganos.
La Junta General se integra por la Presidencia del Consejo General, la Secretaría Ejecutiva y las y los titulares de las Direcciones Ejecutivas, quienes acudirán con derecho a voz y voto a las sesiones.
El Órgano Interno de Control puede asistir a las sesiones con derecho a voz y para ello deberá ser invitado por conducto de la Presidencia. Las Unidades Técnicas del OPLE Veracruz pueden ser invitadas a las sesiones con derecho a voz, a solicitud de la Presidencia.

#### Las Direcciones Ejecutivas del OPLE Veracruz tienen su fundamento en el Código Electoral Local y son las siguientes[25][26]
- Dirección Ejecutiva de Prerrogativas y Partidos Políticos.

- Dirección Ejecutiva de Organización Electoral.

- Dirección Ejecutiva de Capacitación Electoral y Educación Cívica.

- Dirección Ejecutiva de Asuntos Jurídicos.

- Dirección Ejecutiva de Administración.

- Unidad de Fiscalización.

#### Las Unidades Técnicas del OPLE Veracruz tienen su fundamento en el Reglamento Interior del organismo y son las siguientes[27]
- Unidad Técnica de Planeación.

- Unidad Técnica del Secretariado.

- Unidad Técnica de Oficialía Electoral.

- Unidad Técnica de Vinculación con ODES y Organizaciones de la Sociedad Civil.

- Unidad Técnica de Servicios Informáticos.

- Unidad Técnica de Comunicación Social.

- Unidad Técnica del Centro de Formación y Desarrollo.

- Unidad Técnica de Igualdad de Género e inclusión.

- Unidad Técnica de Transparencia.

### Secretaría Ejecutiva
La Secretaría Ejecutiva es el órgano central de carácter unipersonal encargado de coordinar a la Junta General Ejecutiva, de conducir la administración y supervisar el desarrollo adecuado de las actividades de los órganos ejecutivos y técnicos del Organismo.

### Órgano Interno de Control
El Órgano Interno de Control es el órgano del OPLE Veracruz que, con autonomía administrativa, técnica y de gestión, analiza y evalúa las actividades institucionales;  fiscaliza los ingresos y egresos del OPLE; investiga, substancia y califica faltas administrativas; asimismo, inicia, substancia y resuelve procedimientos de responsabilidad administrativa tratándose de faltas administrativas no graves; e implementa acciones para orientar el criterio que en situaciones específicas deberán observar las y los servidores públicos en el desempeño de sus empleos, cargos o comisiones, en coordinación con el Sistema Estatal Anticorrupción del estado de Veracruz, a fin de que, en el ejercicio de la función pública, el personal del OPLE se conduzca conforme a las disposiciones en materia de responsabilidades administrativas y combate a la corrupción.
Su titular estará adscrito administrativamente a la Presidencia del Consejo, sin que esto implique relación jerárquica entre ambos titulares; y mantendrá la coordinación técnica con la entidad de fiscalización superior del Estado de Veracruz.

### Comisiones del OPLE Veracruz
Las comisiones del Consejo General son órganos auxiliares cuyas atribuciones y facultades consisten en supervisar, analizar, evaluar y, en su caso, dictaminar los asuntos de su competencia conferidas en el Código Electoral local, así como en el Reglamento Interior del OPLE Veracruz, el Reglamento de Comisiones, los acuerdos de creación e integración de las mismas, los Reglamentos, lineamientos y acuerdos específicos de su materia, aprobados por el Consejo General del OPLE Veracruz.
Puede haber 3 tipos de comisiones: permanentes, temporales y especiales y deberán integrarse por tres o cinco Consejeras o Consejeros Electorales, de conformidad con el acuerdo de integración o creación. Cada comisión deberá ser presidida por un Consejero o Consejera Electoral.
La integración de las comisiones permanentes tiene una duración de 3 años, salvo la Comisión de Quejas y Denuncias, la cual será de 2 años; para el caso de las comisiones temporales y especiales la duración de la integración no será mayor a un año.

#### Las Comisiones Permanentes del OPLE Veracruz son las siguientes[30]
- Comisión de Prerrogativas y Partidos Políticos

- Comisión de Capacitación y Organización Electoral

- Comisión de Administración

- Comisión de Quejas y Denuncias

- Comisión de Seguimiento al Servicio Profesional Electoral Nacional

- Comisión de Igualdad de Género y no Discriminación

#### Las Comisiones Especiales del OPLE han sido[31]
- Comisión de Vinculación con el Instituto Nacional Electoral

- Comisión para la Promoción de la Cultura Democrática

- Comisión de Fiscalización

- Comisión de Reglamentos

- Comisión de Vinculación con Organizaciones de la Sociedad Civil

- Comisión de Innovación y Evaluación

#### Las Comisiones Temporales con las que contó el OPLE para el proceso electoral 2020-2021 son[32]
- Comisión Temporal de Medios de Comunicación y Monitoreo a los Medios Informativos

- Comisión Temporal del Programa de Resultados Electorales Preliminares

- Comisión Temporal de Debates

## Procesos electorales realizados
Desde su creación, el OPLE Veracruz se ha encargado de la realización de 4 procesos electorales locales, 3 de ellos ordinarios y 1 extraordinario.

### Proceso Electoral 2015-2016
Para la elección de Gubernatura y la renovación del Congreso Local del Estado por un periodo de 2 años.

### Proceso Electoral 2016-2017
Para la renovación de los cargos edilicios de Ayuntamientos de los 212 municipios del estado. Cabe destacar que en dicho proceso se logró la integración paritaria de los ayuntamientos.

### Proceso Electoral 2017-2018
Para la elección de Gubernatura y la renovación del Congreso Local del Estado. Este proceso electoral fue concurrente con la elección federal del 2018. Cabe destacar que en dicho proceso se logró la integración paritaria del Congreso.

### Proceso Electoral Extraordinario 2018
Realizado el 18 de marzo de 2018 para la renovación de cargos edilicios de los Ayuntamientos de Camarón de Tejeda, Emiliano Zapata y Sayula de Alemán.

### Proceso Electoral 2020-2021
Se realizó el día 6 de junio de 2021 para la renovación de los cargos edilicios de Ayuntamientos de los 212 municipios del estado así como la renovación del Congreso Local. Dicho proceso es concurrente con la elección federal de 2021.

## Distritación electoral local
Para la elección de diputaciones locales por el principio de mayoría relativa, el territorio veracruzano se divide en 30 distritos electorales locales que agrupan a los 212 municipios del estado. Dicha distritación es distinta de la federal electoral en el estado de Veracruz.

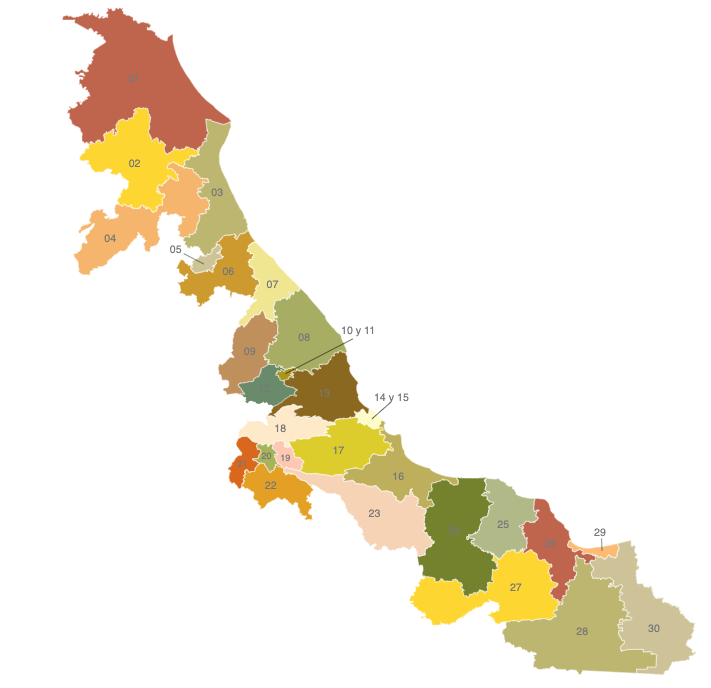
Mapa de la distritación electoral local de Veracruz

Los 30 distritos electorales locales del estado de Veracruz son los siguientes:
| Distrito Local | Cabecera de distrito     | Municipios integrantes |
| -------------- | ------------------------ | --- |
| 01             | Pánuco                   | Chinampa de Gorostiza, Ozuluama, Pánuco, Pueblo Viejo, Tamalín, Tampico Alto, Tantima, Tempoal y El Higo |
| 02             | Tantoyuca                | Naranjos Amatlán, Citlaltépetl, Chalma, Chiconamel, Chicontepec, Chontla, Ixcatepec, Platón Sánchez, Tancoco, Tantoyuca y Tepetzintla                                                                                              |
| 03             | Tuxpan de Rodríguez Cano | Cazones de Herrera, Tamiahua, Tihuatlán y Tuxpan |
| 04             | Álamo                    | Álamo Temapache, Benito Juárez, Castillo de Teayo, Cerro Azul, Huayacocotla, Ilamatlán, Ixhutlán de Madero, Texcatepec, Tlachichilco, Zacualpan y Zontecomatlán                                                                    |
| 05             | Poza Rica de Hidalgo     | Coatzintla y Poza Rica de Hidalgo |
| 06             | Papantla de Olarte       | Coahuitlán, Coxquihui, Coyutla, Chumatlán, Espinal, Filomeno Mata, Mecatlán, Papantla y Zozocolco de Hidalgo |
| 07             | Martínez de la Torre     | Gutiérrez Zamora, Martínez de la Torre, Tecolutla, Tlapacoyan y San Rafael |
| 08             | Misantla                 | Acatlán, Alto Lucero, Cocoatzintla, Colipa, Chiconquiaco, Jilotepec, Juchique de Ferrer, Landero y Coss, Miahuatlán, Misantla, Naolinco, Nautla, Tenochtitlán, Tepetlán, Tlacolulan,Tonayán , Vega de Alatorre y Yecuatla          |
| 09             | Perote                   | Altotonga, Atzalan, Jalacingo, Las Minas, Perote, Las Vigas de Ramírez, Tatatila y Villa Aldama |
| 10             | Xalapa I                 | Xalapa |
| 11             | Xalapa II                | Xalapa |
| 12             | Coatepec                 | Acajete, Ayahualulco, Banderilla, Coatepec, Cosautlán de Carvajal, Ixhuacán de los Reyes, Rafael Lucio, Teocelo, Tlalnelhuayocan y Xico                                                                                            |
| 13             | Emiliano Zapata          | Actopan, La Antigua, Apazapan, Tlaltetela, Emiliano Zapata, Jalcomulco, Paso de Ovejas, Puente Nacional y Úrsulo Galván |
| 14             | Veracruz I               | Veracruz |
| 15             | Veracruz II              | Veracruz |
| 16             | Boca del Río             | Acula, Alvarado, Boca del Río, Ignacio de la Llave y Tlalixcoyan |
| 17             | Medellín de Bravo        | Camarón de Tejeda, Atoyac, Carrillo Puerto, Cotaxtla, Cuitláhuac, Jamapa, Manlio Fabio Altamirano, Medellín, Paso del Macho y Soledad de Doblado                                                                                   |
| 18             | Huatusco                 | Alpatlahuac, Calcahualco, Comapa, Coscomatepec, Chocamán, Huatusco, Ixhuatlán del Café, Sochiapa, Tenampa, Tepetlaxco, Tlacotepec de Mejía, Tomatlán, Totutla y Zentla                                                             |
| 19             | Córdoba                  | Amatlán de los Reyes, Córdoba y Yanga |
| 20             | Orizaba                  | Atzacan, Fortín, Ixtaczoquitlán y Orizaba |
| 21             | Camerino Z. Mendoza      | Acultzingo, Aquila, Camerino Z. Mendoza, Huiloapan de Cuauhtémoc, Ixhuatlancillo, Maltrata, Mariano Escobedo, Nogales, La Perla y Río Blanco                                                                                       |
| 22             | Zongolica                | Astacinga, Atlahuilco, Coetzala, Magdalena, Mixtla de Altamirano, Naranjal, Rafael Delgado, Los Reyes, San Andrés Tenejapan, Soledad Atzompa, Tehuipango, Tequila, Texhuacán, Tezonapa, Tlaquilpa, Tlilapan, Xoxocotla y Zongolica |
| 23             | Cosamaloapan             | Cosamaloapan, Cuichapa, Chacaltianguis, Ixmatlahuacan, Omealca, Otatitlán, Tierra Blanca, Tlacojalpan, Tuxtilla y Tres Valles |
| 24             | Santiago Tuxtla          | Amatitlán, Ángel R. Cabada, Isla, Juan Rodríguez Clara, Lerdo de Tejada, Saltabarranca, Santiago Tuxtla, José Azueta, Tlacotalpan y Carlos A. Carrillo                                                                             |
| 25             | San Andrés Tuxtla        | Catemaco, Huayapan de Ocampo y San Andrés Tuxtla |
| 26             | Cosoleacaque             | Cosoleacaque, Chinameca, Jáltipan, Mecayapan, Oteapan, Pajapan, Soteapan, Zaragoza y Tatahuicapan de Juárez |
| 27             | Acayucan                 | Acayucan, Olutla, Playa Vicente, San Juan Evangelista, Sayula de Alemán, Soconusco, Texistepec, Santiago Sochiapa |
| 28             | Minatitlán               | Hidalgotitlán, Jesús Carranza, Minatitlán y Uxpanapa |
| 29             | Coatzacoalcos I          | Coatzacoalcos |
| 30             | Coatzacoalcos II         | Las Choapas, Ixhuatlán Del Sureste, Moloacán, Nanchital de Lázaro Cárdenas del Río y Agua Dulce |